# Tomasz Kamusella

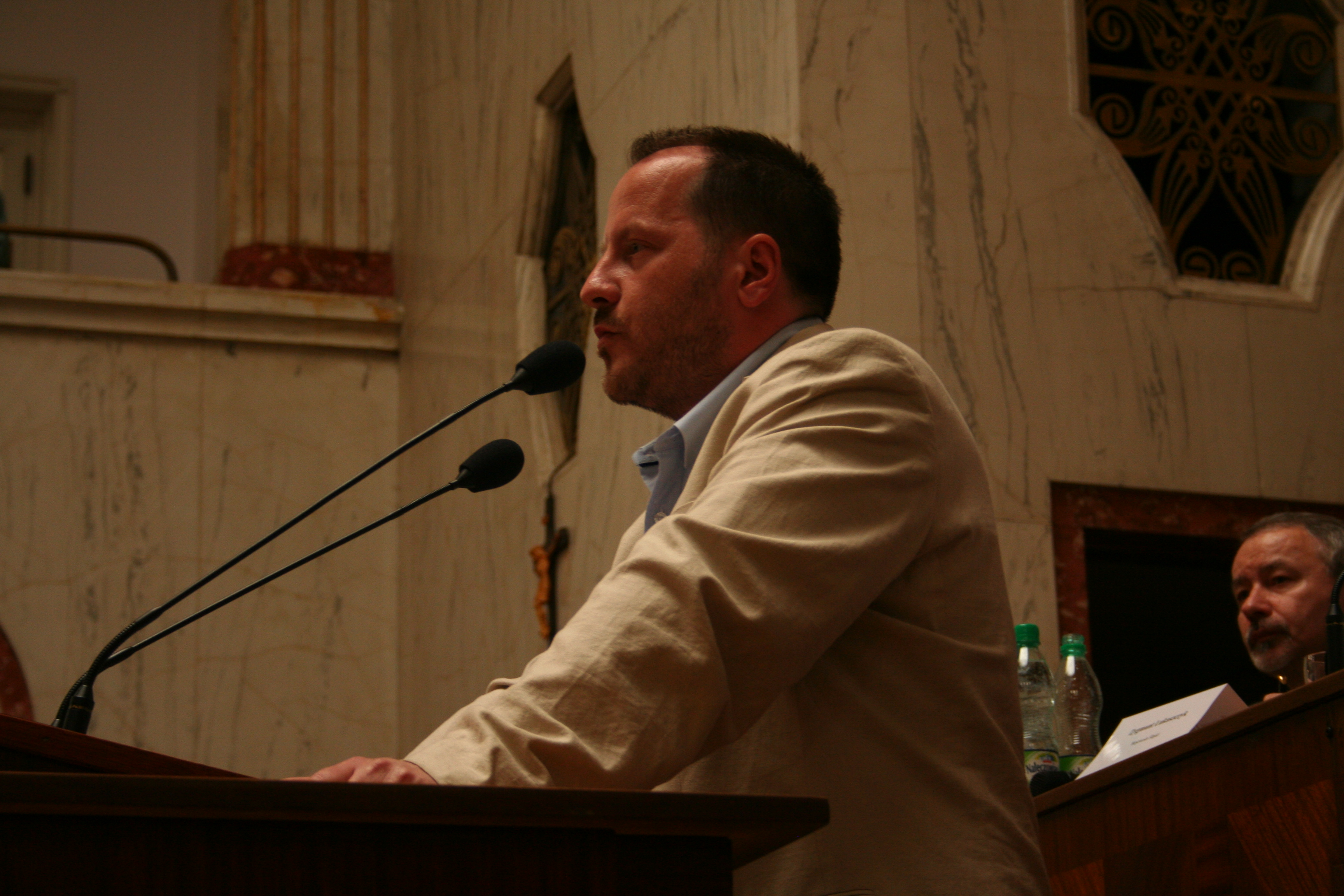
Kamusella als Redner bei der ersten Konferenz der Kodifizierung der schlesischen Sprache in Katowice im Juni 2008

Tomasz Kamusella (* 1967 in Kędzierzyn, Polen) ist ein polnischer Gelehrter, der interdisziplinäre Forschung über die Sprache der Politik, den Nationalismus und ethnische Zugehörigkeit betreibt. Ab 2011 lehrte er an der University of St Andrews in Schottland, Großbritannien.

## Englischsprachige Bücher
- The Politics of Language and Nationalism in Modern Central Europe. Palgrave Macmillan, Basingstoke, ISBN 978-0-230-29473-8.
- The Szlonzoks and Their Language: Between Germany, Poland and Szlonzokian Nationalism / Szlonzocy (Ślązacy) i ich język pomiędzy Niemcami, Polską a szlonzskim (śląskim) nacjonalizmem. NOS, Zabrze, Poland 2009, ISBN 978-83-60540-93-0.
- The Politics of Language and Nationalism in Modern Central Europe. Palgrave Macmillan, Basingstoke, UK 2009, ISBN 978-0-230-55070-4.
- Silesia and Central European Nationalisms: The Emergence of National and Ethnic Groups in Prussian Silesia and Austrian Silesia, 1848–1918. (Central European Studies). Purdue University Press, West Lafayette, IN 2007, ISBN 978-1-55753-371-5.
- Polsko-angielsko-niemiecki glosariusz regionalny / The Polish-English-German Regional Glossary. NOS, Zabrze, Poland 2006, ISBN 83-60540-53-5.
- Polsko-angielsko-niemiecki glosariusz regionalny Województwa Opolskiego / The Polish-English-German Glossary of the Regional Terminology of the Opole Voivodeship. Oficyna Piastowska, Opole, Poland 2004, ISBN 83-89357-18-6.
- The Szlonzoks and Their Language: Between Germany, Poland and Szlonzokian Nationalism. European University Institute, Florence 2003. (Working Papers Series of the Department of History and Civilization (HEC 2003/1).[1])
- The Dynamics of the Policies of Ethnic Cleansing in Silesia During the Nineteenth and Twentieth Centuries. (research work). Research Support Scheme, Prag 2002.[2]

## Polnischsprachige Bücher
- Warszawa wie lepiej Ślązaków nie ma. O dyskryminacji i języku śląskim. NOS, Zabrze, Poland 2014, ISBN 978-83-60540-21-3.
- Ślōnsko godka. NOS, Zabrze, Poland 2014, ISBN 978-83-60540-22-0.
- Maski i twarze nacjonalizmu. NOS, Zabrze, Poland 2008, ISBN 978-83-60540-84-8.
- O Schlonzsku i nacjonalizmie. NOS, Zabrze, Poland 2008, ISBN 978-83-60540-60-2.
- Uwag kilka o dyskryminacji Ślązaków i Niemców górnośląskich w postkomunistycznej Polsce NOS, Zabrze, Poland 2007, ISBN 978-83-60540-68-8.
- Schlonzsko: Horní Slezsko, Oberschlesien, Górny Śląsk. Esej o regionie i jego mieszkańcach. 2. Auflage. NOS, Zabrze, Poland 2006, ISBN 83-60540-51-9.
- W bżuhu vieloryba. Wydawnictwo A Marszałek, Toruń, Poland 2006, ISBN 83-7441-383-2.
- Schlonzska mowa. Język, Górny Śląsk i nacjonalizm. Band II, NOS, Zabrze, Poland 2006, ISBN 83-919589-2-2.
- Schlonzska mowa. Język, Górny Śląsk i nacjonalizm. Band I, NOS, Zabrze, Poland 2005, ISBN 83-919589-2-2.
- Schlonzsko: Horní Slezsko, Oberschlesien, Górny Śląsk. Esej o regionie i jego mieszkańcach. Elbląska Oficyna Wydawnicza, Elbing 2001, ISBN 83-913452-2-X.